# Ernest Simoni

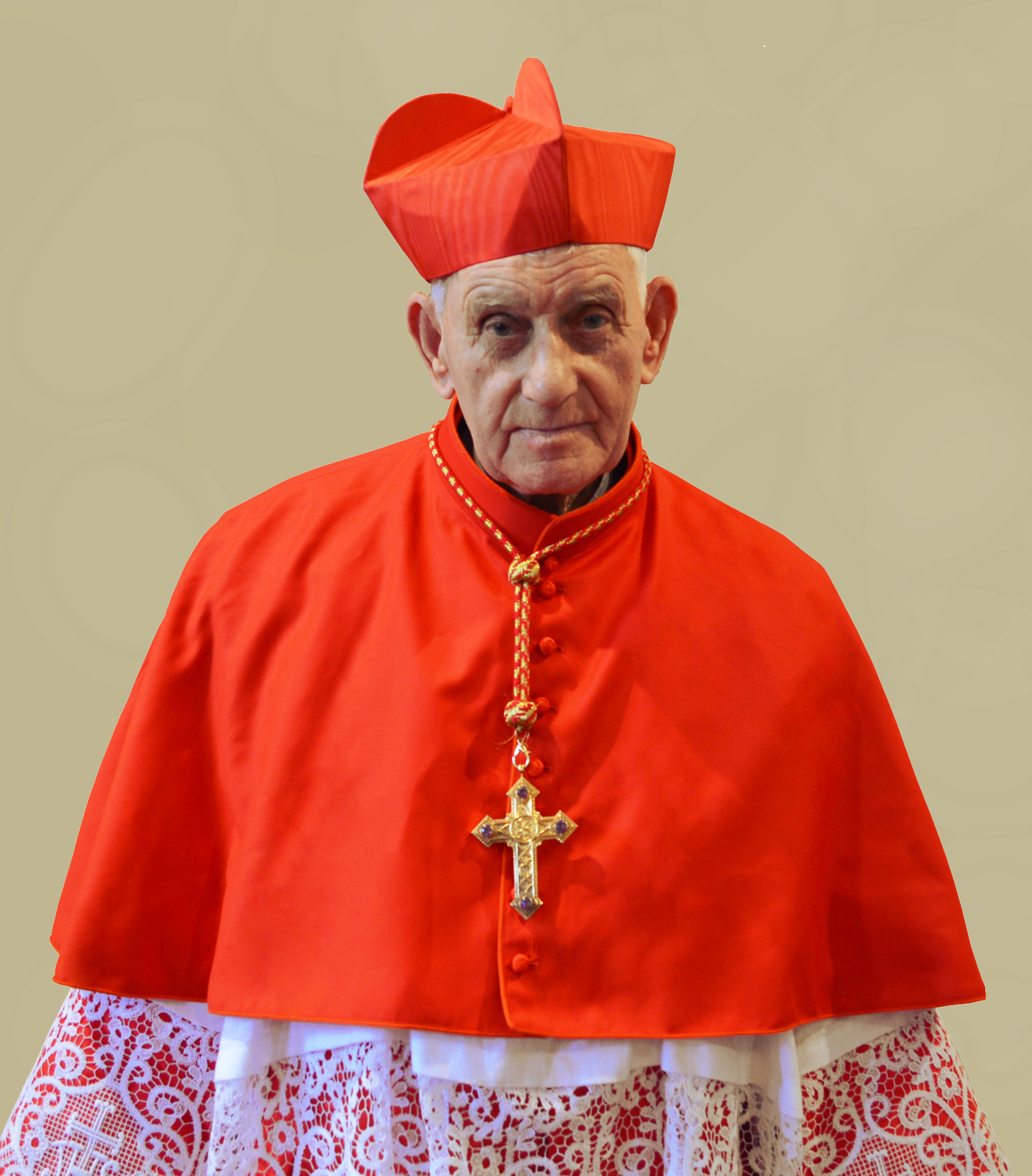
Ernest Simoni im Dezember 2017

Kardinalswappen

Ernest Simoni Troshani (* 18. Oktober 1928 in Troshan (Zadrima), heute Lezha, Albanien) ist ein römisch-katholischer Kardinal und Priester des Erzbistums Shkodra.
Während der sozialistischen Diktatur in Albanien verbrachte er 18 Jahre in Gefangenschaft und konnte auch nach seiner Freilassung 1981 nur im Geheimen als Priester tätig sein. Hierüber berichtete er bei einer Vesper mit Papst Franziskus bei dessen Besuch in Albanien 2014.

## Leben
Ernest Simoni besuchte ab seinem zehnten Lebensjahr das Franziskaner-Kolleg in Troshan und trat später dem Orden bei. Auf dem Höhepunkt der Kirchenverfolgung unter Enver Hoxha wurde das Kloster im Jahr 1948 gestürmt, die Brüder getötet und Simoni wie die anderen Novizen vertrieben. Er setzte seine Studien im Geheimen fort und empfing am 7. April 1956 in Shkodra das Sakrament der Priesterweihe. Da eine Weihe für den Franziskanerorden, dem er bis ins hohe Alter verbunden blieb, ohne Ordensstrukturen nicht möglich war, wurde er in das Erzbistum Shkodra inkardiniert.
Von 1963 bis 1981 war er unter der atheistischen Kirchenverfolgung in der Sozialistischen Volksrepublik Albanien – unter anderem in Spaç – inhaftiert, wobei er 1963 und während der Gefangenschaft 1973 erneut zum Tode verurteilt wurde. Nach seiner Freilassung im Jahr 1981 musste er als Kanalarbeiter arbeiten, übte jedoch bis 1990 im Geheimen weiterhin sein Priesteramt aus. Nach dem Sturz des kommunistischen Regimes und der Wiederherstellung der Religionsfreiheit war er wieder offiziell als Priester in Nordalbanien tätig.
Im feierlichen Konsistorium vom 19. November 2016 nahm ihn Papst Franziskus als Kardinaldiakon mit der Titeldiakonie Santa Maria della Scala in das Kardinalskollegium auf. Von der Verpflichtung der Bischofsweihe wurde er dispensiert. Die Besitzergreifung der Titeldiakonie fand am 11. Februar des folgenden Jahres statt.
Papst Franziskus ernannte Kardinal Simoni am 15. Juli 2017 zu seinem Legaten für die Weihe der neuen Mutter-Teresa-Kathedrale am 5. September 2017 in Pristina, die auch Konkathedrale der Apostolischen Administratur Prizren bzw. seit dem 5. September des folgenden Jahres des Bistums Prizren-Pristina ist.